# Emmesomyia trimaculata
Emmesomyia trimaculata är en tvåvingeart som först beskrevs av Stein 1911.  Emmesomyia trimaculata ingår i släktet Emmesomyia och familjen blomsterflugor. Inga underarter finns listade i Catalogue of Life.